# Urs Meier
Urs Meier (n. 22 ianuarie 1959, Würenlos, Aargau) este un fost arbitru elvețian de fotbal. El a arbitrat meciuri la Campionatul Mondial de Fotbal 1998 și cel din 2002, conducând de la centru semifinala dintre Coreea de Sud și Germania din 2002. În același an a mai arbitrat și finala Ligii Campionilor 2002. De asemenea, Urs Meier a fost arbitru la Euro 2000 și Euro 2004, arbitrând sfertul de finală dintre Anglia și Portugalia în 2004. El și-a încheiat cariera de arbitru la finele anului 2004. La Euro 2000, a arbitrat și meciul din faza grupelor dintre Anglia și România, acordând englezilor un penalty foarte dubios și refuzând un penalty foarte clar pentru români la un fault în careu al portarului englez Nigel Martin asupra lui Gheorghe Hagi. Chiar și așa, la finalul meciului, când scorul era 2-2, a acordat un penalty României și Ionel Ganea l-a transformat, asigurând calificarea naționalei României (la scorul 2-2 s-ar fi calificat Anglia).
După retragerea din activitate acesta și-a publicat autobiografia sa, intitulată "Du bist die entscheidung" ("Tu decizi"), în care mărturisește că a avut două momente în carieră în care s-a temut pentru viața sa: după meciul Danemarca 2–2 România din 10 septembrie 2003, jucat în Preliminariile Campionatului European de Fotbal 2004 și după sfertul de finală  de la Euro 2004 dintre Anglia și Portugalia terminat la egalitate 2-2. În ambele cazuri, după meci el a fost asaltat de o mulțime de e-mailuri cu nemulțumiri și amenințări de la fanii indignați că el le-ar fi nedreptățit echipa favorită. În meciul dintre Danemarca și România, în minutul 33' Meier a oferit un penalty dubios danezilor, transformat de Jon Dahl Tomasson, după care, pe final de meci când România conducea cu 2–1 (scor la care se califica mai departe), a prelungit meciul foarte mult, iar în al cincilea minut de prelungiri (90+5'), Martin Laursen, fundașul lui Milan a egalat și a trimis Danemarca la Euro 2004, în timp ce România a fost eliminată. După acel meci, la ambasada Elveției de la București, peste 5.000 de oameni au protestat față de prestația lui Meier. În 2004, a anulat un gol al lui Sol Campbell din minutul 90 al sfertului de finală Portugalia - Anglia, în urma unui presupus fault la portar. Portugalia s-a calificat mai departe, în urma executării de lovituri de departajare. După meci, mai mulți reporteri englezi au călătorit în Elveția și au amplasat un imens steag al Angliei pe un câmp din apropierea casei lui Meier. Ca urmare a acestui eveniment, a fost pus sub protecția poliției. 